# Hendrik Redant

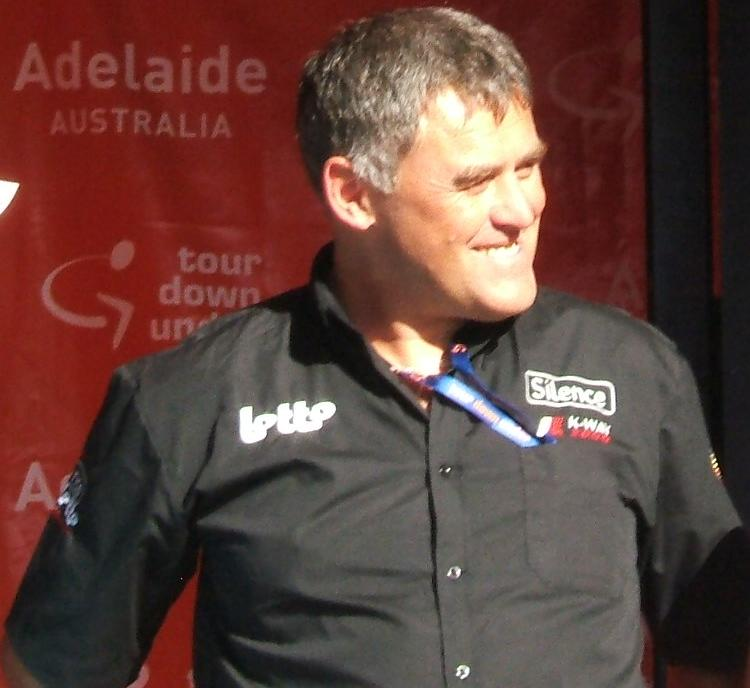
Hendrik Redant 2009

Hendrik Redant (* 1. November 1962 in Ninove) ist ein ehemaliger belgischer Radrennfahrer und späterer Sportlicher Leiter von Radsportteams.
Sein größter Erfolg als Radprofi war der Sieg beim Klassiker Paris–Tours 1992.
Nach dem Ende seiner aktiven Karriere wurde er 2010 Sportlicher Leiter bei dem UCI ProTeam Omega Pharma-Lotto, welches er nach Ablauf der Saison verließ, um diese Funktion beim australischen Pegasus-Team zu übernehmen. Pegasus erhielt jedoch keine Lizenz durch den Weltradsportverband UCI. Mit der Saison 2012 übernahm Redant die Position des Sportdirektors beim UnitedHealthcare Pro Cycling Team.

## Erfolge
1987
Omloop van het Houtland
1988
Kuurne–Brüssel–Kuurne
eine Etappe Driedaagse van De Panne
eine Etappe Belgien-Rundfahrt
1989
GP Fina-Fayt-le-Franc
Brüssel-Ingooigem
1990
eine Etappe Circuit de la Sarthe
GP Fina-Fayt-le-Franc
Kampioenschap van Vlaanderen-Koolskamp
Kuurne–Brüssel–Kuurne
Gesamtwertung Tour de l’Oise
1991
Omloop van de Vlaamse Ardennen-Ichtegem
eine Etappe Vuelta a Aragón
1992
Paris–Tours
eine Etappe Vuelta a Andalucía
eine Etappe Vuelta a los Valles Mineros
zwei Etappen Tour of Britain
GP Jef Scherens
Japan Cup
eine Etappe Boland Bank Tour
1993
eine Etappe Route du Sud
eine Etappe Tour d’Armorique
1994
eine Etappe Boland Bank Tour
1995
Omloop van het Waasland
Grote Prijs Stad Zottegem
eine Etappe Boland Bank Tour
1996
eine Etappe Portugal-Rundfahrt

## Teams
- 1987 – Roland-Isoglass
- 1988 – Isoglass-EVS-Robland
- 1989 – Lotto
- 1990 – Lotto-Super Club
- 1991 – Lotto-Super Club
- 1992 – Lotto
- 1993 – Collstrop-Assur Carpets
- 1994 – ZG Mobili
- 1995 – TVM
- 1996 – TVM-Farm Frites
- 1997 – TVM-Farm Frites